# Парадокс Кэрролла
Двухчастная инвенция (лат. inventio — изобретение, выдумка) Льюиса Кэрролла (другое название — «Что черепаха сказала Ахиллесу», англ. What the Tortoise Said to Achilles) — логический парадокс в форме диалога между Ахиллесом и черепахой, описанный Кэрроллом в 1895 году.

## Содержание диалога
Логический диспут начинается, когда Ахиллес догоняет черепаху и садится на её спину. Рептилия предложила воину другое соревнование, логическое — «большинство людей ошибочно полагают, будто в этом состязании их отделяют от финиша лишь два-три шага». Далее черепаха предлагает три суждения:
- А — два объекта, равные одному и тому же, равны между собой.
- Б — две стороны данного треугольника равны одному и тому же.
- В — значит, две стороны данного треугольника равны между собой.

Следовательно, если некто признаёт верными суждения А и Б, то будет вынужден сказать, что В также верно. Но вполне может быть и другой читатель, который сочтёт утверждение В верным только в случае правдивости А и Б. Но вот существует ли человек, который считает А и Б правдой, но отказывается принимать условное суждение Г: «если A и Б истинны, то В истинно» и, как следствие, не верящий в верность В? Черепаха предлагает Ахиллесу принять её за такого читателя и убедить в истинности В.
Черепаха принимает суждение Г, но отказывается считать правдивым В. Тогда Ахиллес вводит суждение Д: «если А, Б и Г истинны, то В истинно», и упрямое животное соглашается, что это правда, однако до сих пор не признаёт верности В. Появляется новое условное суждение Е («Если A, Б, Г и Д истинны, то В должно быть истинным»).
Дальше рассказчика «вынуждают отлучиться дела в банке», но когда он вновь навещает героев, то узнаёт, что количество суждений перевалило за тысячу, и грек наконец-то сдаётся.

## Комментарии
Если разобраться во всех суждениях, записанных Ахиллесом в блокнот под диктовку черепахи, то получится, что все высказывания, кроме А и Б, принадлежат к метаязыку, который устанавливает, истинны или ложны суждения языка предметного (А и Б). Но эти утверждения не могут закончить цепочку, и все попытки Ахиллеса оказываются тщетны.
На самом деле достаточно было остановиться на утверждении Г, после чего получить В из А, Б и Г двойным применением Modus ponens. Но судя по поведению черепахи, она не признаёт самого Modus ponens, который является правилом вывода. А раз черепаха не признаёт правил вывода, то убедить её в чём бы то ни было вообще невозможно.
На самом деле, Черепаха предлагает Ахиллесу доказать истинность процедуры логического вывода средствами самой логической теории, то есть повторить подвиг Мюнхаузена и вытащить себя самого за волосы из болота. Естественно, что в рамках заданных аксиом — правил вывода — Ахиллес не может это сделать, не выходя в метатеорию. Примерно о том же говорит вторая теорема Гёделя о неполноте.
В § 38 своих «Математических начал» Бертран Рассел кратко рассматривает данный парадокс.
Название отсылает к парадоксу Зенона, в котором Ахиллес не может догнать черепаху на дороге. В этой истории пресмыкающееся вновь побеждает, но уже силой логического ума.